# Eblisia tenuipes
Eblisia tenuipes är en skalbaggsart som beskrevs av Lewis 1905. Eblisia tenuipes ingår i släktet Eblisia och familjen stumpbaggar. Inga underarter finns listade i Catalogue of Life.